# Hâdra-Vasen

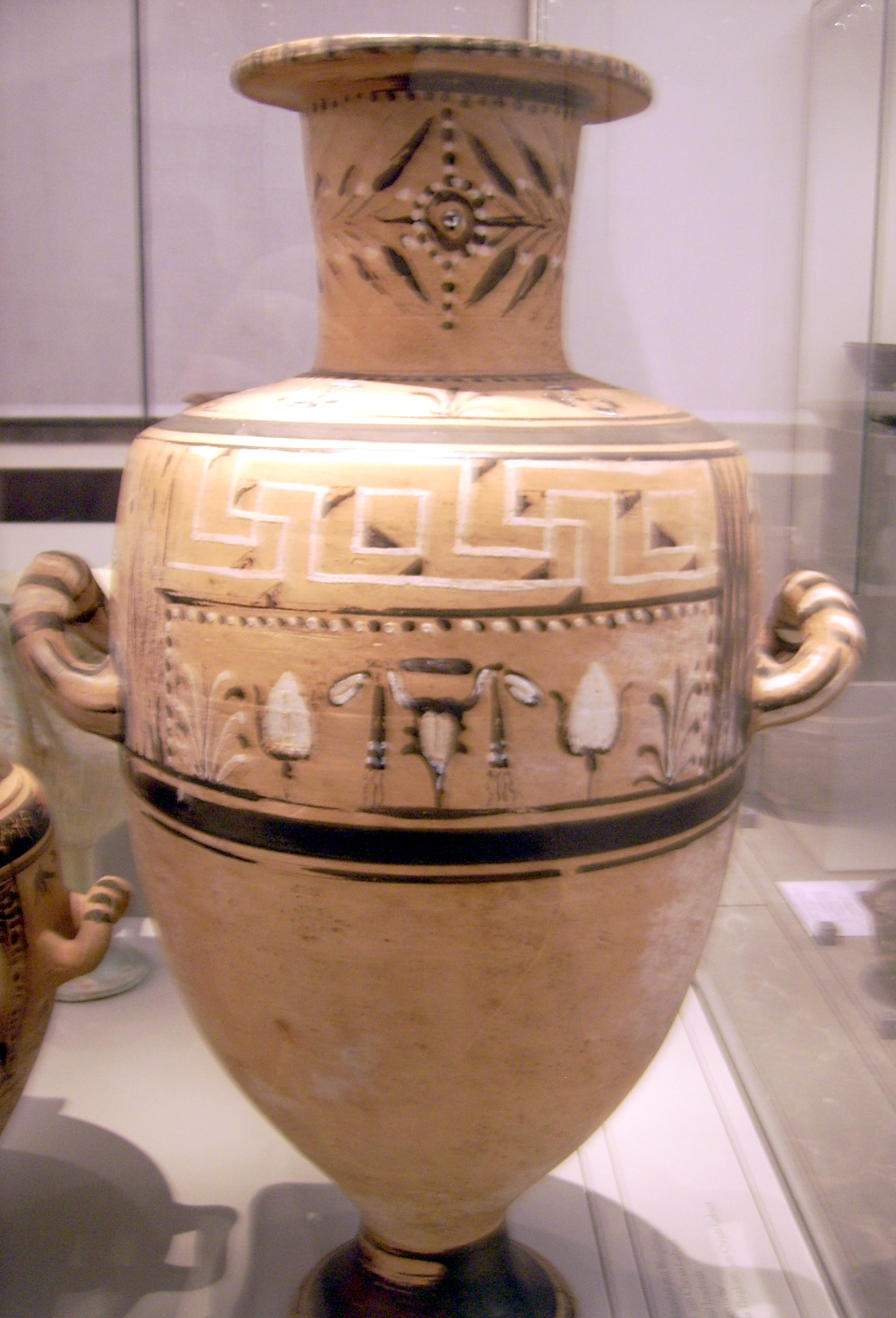
In Ägypten gefundene Hâdra-Hydria, um 225/200 v. Chr., Antikensammlung Berlin/Altes Museum

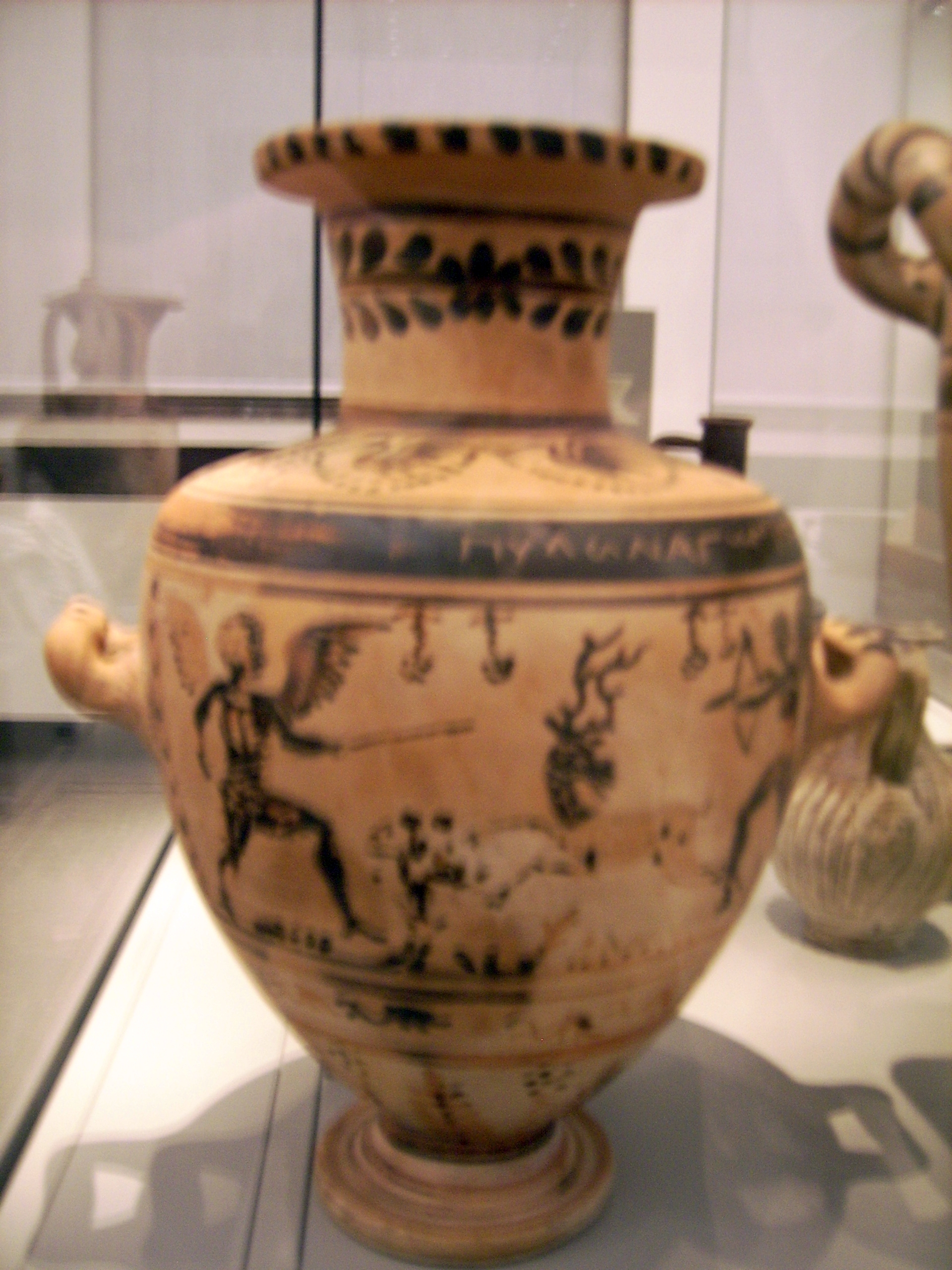
In Ägypten gefundene Hâdra-Hydria, 3. Jahrhundert v. Chr., Antikensammlung Berlin/Altes Museum

Der moderne Fachausdruck Hâdra-Vasen bezeichnet eine Gruppe hellenistischer bemalter Hydrien. Neben den späten Panathenäischen Preisamphoren des schwarzfigurigen Stils, der Centuripe-Gattung sowie der Westabhang- und Gnathiakeramik ist es die einzige größere Gruppe figürlich oder ornamental bemalter Vasen des 3. Jahrhunderts v. Chr.
Ihren modernen Namen hat die Vasengattung nach einem der Hauptfundorte, einem Friedhof in Hâdra bei Alexandria. Heute sind etwa 300 Exemplare bekannt. Sie sind aus weißgrundigen Hydrien entstanden, die man früher auch zu dieser Gattung rechnete. Die Bemalung erfolgte mit dunklem Firnis, in der frühen Zeit wurden auch einige Vasen polychrom (mehrfarbig) bemalt. Es wurde zunächst angenommen, dass die Vasen ein Produkt graeco-ägyptischer Töpfer waren, neuere naturwissenschaftliche Untersuchungen haben jedoch ergeben, dass die Herkunft der Hydrien Zentral-Kreta war. Hier wurde der Großteil der erhaltenen Stücke gefertigt. Die Forschung unterscheidet heute vier Hauptgruppen unter den Hâdra-Vasen: die Lorbeer-Gruppe, die am besten erforscht ist und der man 14 Vasenmaler zuordnen kann, die Delphin-Gruppe mit acht bekannten Malern, die Einfache Gruppe und die Gruppe mit den zweiglosen Lorbeerblättern, in der man bislang zwei Maler unterscheiden kann. Die Einfache Gruppe gilt heute als ältester Vertreter der Keramik-Gattung, sie wird so bezeichnet, weil ihre Bemalung besonders anspruchslos war. Die Gruppe mit den zweiglosen Lorbeerblättern ist die einzige Gruppe von Produzenten aus Alexandria, sie ist zeitlich spät anzusetzen.
Es fanden sich nicht nur in Ägypten Hâdra-Vasen. Auch auf Kreta wurde eine nicht unbeträchtliche Menge dieser Vasen gefunden, die dort vorwiegend im Haushaltsbereich verwendet wurden. In Alexandria, wohin der Großteil der Vasen exportiert wurde, fanden die Hydrien vor allem als Aschenurnen im Totenkult Verwendung. Auf etwa 30 Vasen fand man genauere Angaben zu den Verstorbenen wie Name, Rang und Herkunft sowie den Namen des Beamten, der mit der Bestattung beauftragt war, und das Bestattungsdatum, manchmal bis hin zum exakten Sterbe- oder Beerdigungstag. Es handelte sich dabei um Gesandte und Söldnerführer, die in Alexandria starben und mit einem Staatsbegräbnis bedacht wurden. Durch die Beschriftungen konnten manche Vasen exakt datiert werden, auch wenn das Fehlen des Namens des aktuell regierenden Ptolemäers, nach dessen Regierungsjahren datiert wurde, zu vereinzelten Kontroversen in der Forschung geführt hat. In der Forschung geht man davon aus, dass die ersten beschrifteten Vasen um das Jahr 260 v. Chr. anzusetzen sind, die letzten dekorierten Vasen in die ersten Jahre des 2. Jahrhunderts v. Chr. Undekorierte Hâdra-Vasen wurden noch bis ins erste Jahrhundert v. Chr. hergestellt. Abgesehen von Ägypten und Kreta fanden sich Hâdra-Vasen auch noch auf Eretria, Attika, auf Rhodos, Kilikien, Kyrene, auf Zypern und im heutigen Russland.
Die Hydrien dieser Zeit waren schmaler als die früherer Zeiten, als die Form vor allem im 6. und 5. Jahrhundert v. Chr. in Gebrauch war. Die Verzierungen können an die geometrische Keramik erinnern. Auch die Farbgebung mit dunkler Firnismalerei erinnert an geometrische und archaische Zeiten. Selbst die Anordnung der Dekoration erinnert an die subgeometrische Keramik ostgriechischer Werkstätten. Es ist anzunehmen, dass diese Vasenform in Ägypten eingeführt wurde, um nach griechischem Vorbild Bestattungen vornehmen zu können. Möglich ist auch, dass sich die Töpfer und Vasenmaler an graeco-ägyptischen Vorbildern orientierten, in denen sich die altgriechische Verzierungstradition erhalten hatte. Deshalb war es auch möglich, dass die Vasenform hier überleben konnte, obwohl sie im griechischen Mutterland mittlerweile aufgegeben worden war. Die vor allem griechischen Namen der Bestatteten untermauern dies.